# Sekhemrê-Souadjtaouy Sobekhotep
Sekhemrê-Souadjtaouy Sobekhotep II ou III est un roi de la XIIIe dynastie. 

## Famille
Grâce à plusieurs inscriptions, la famille de Sekhemrê-Souadjtaouy Sobekhotep est partiellement connue : d'un monument sur l'Île de Sehel, ses parents se nomment Montouhotep et Iouhetibou, ses frères se nomment Seneb et Khâkaou, tandis que sa demi-sœur Reniseneb est la fille de Iouhetibou et de son second mari nommé Dedousobek ; d'un autel situé sur l'Île de Sehel et d'une stèle du Ouadi el-Hol, sa première épouse Senbhenâs nous est montrée ; enfin d'une stèle d'Abydos, sa seconde épouse Neni et leurs deux filles Iouhetibou et Dedetânket nous sont montrées

## Attestations

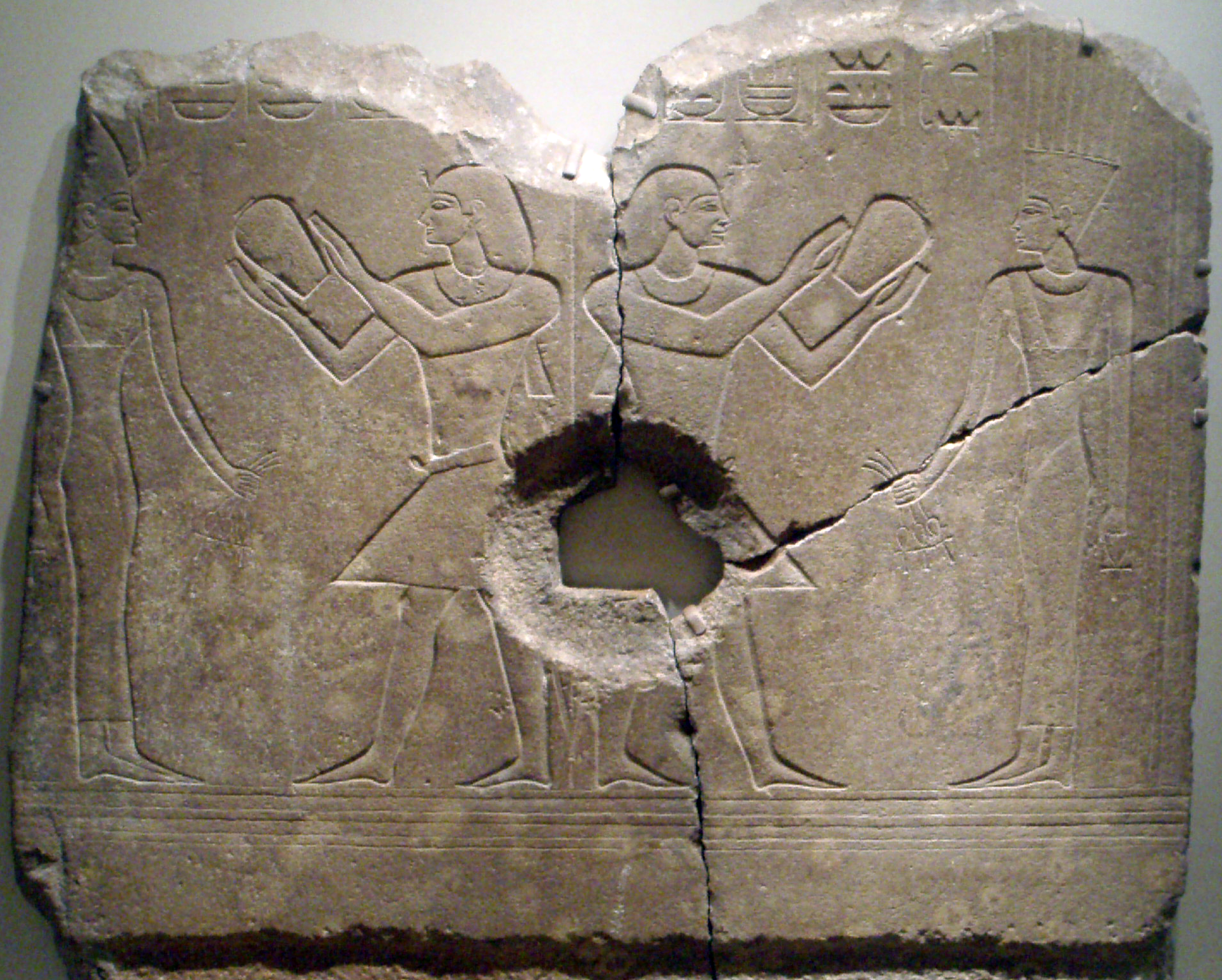
Relief de Sekhemrê-Souadjtaouy Sobekhotep faisant une offrande à Satis et Anoukis d'Éléphantine
Brooklyn Museum de New York

Le Canon royal de Turin le cite à la positon (7,24) et lui attribue un règne de 4 ans et 2 à 4 mois. En plus des monuments cités ci-dessus, il est attesté par plusieurs autres éléments, dont entre autres : des inscriptions au temple de Montou à Médamoud, une construction d'une chapelle à El Kab ; une stèle d'Éléphantine qui le représente faire des offrandes à Satis et Anoukis ; un sphinx, marqué avec son cartouche, qui est maintenant au musée du Caire.
Un certain nombre de sceaux scarabées ont été trouvés qui provenaient d'un officier de la table du souverain Sobekhotep engendré de l'officier de la table du souverain Montouhotep. Il est possible que ces sceaux aient appartenu à Sekhemrê-Souadjtaouy Sobekhotep avant qu'il ne devienne roi.
Au début de son règne, il a probablement envoyé des expéditions militaires en Asie. Sa statue colossale, ainsi que quelques inscriptions, attestent de sa domination sur toute l'Égypte. Son vizir Ânkhou, servit aussi sous Khâsekhemrê Neferhotep Ier, Sahathor, et Khâneferrê Sobekhotep III ou IV.